# Plaza Colonia
Der Club Plaza Colonia de Deportes, kurz Plaza Colonia (Spitzname: Patas blancas), ist ein Sportverein aus der im Departamento Colonia gelegenen Stadt Colonia del Sacramento im Südwesten Uruguays.

## Vereinsstruktur
Der Verein ist vor allem durch seine Fußballabteilung bekannt. Neben der ersten Herrenmannschaft verfügt man auch über eine U-19 sowie eine U-17 und sieben Mannschaften für die sieben bis dreizehnjährigen Kinder. Darüber hinaus ist auch die Schwimmabteilung des Vereins mit einer aus 60 Sportlern bestehenden Team von Bedeutung. Für diese hält der Verein ein olympisches Schwimmbecken mit 25-Meter-Bahnlänge vor. Die Schwimmer des Vereins konnten bereits den Gewinn mehrerer nationaler Meistertitel feiern und insgesamt 30-mal wurde man inneruruguayischer Meister (Campeón del Interior). Weitere im Verein vertretene Sportarten sind Baseball und Radsport. Die Volleyballer des Vereins wurden 1993 Uruguayischer Meister. Auch der uruguayische Marathon-Meister Ulises Usuca ging aus dem Verein hervor. Die Vereinssporthalle wird überdies vom mehrfachen uruguayischen Futsal-Meister Club Old Christians genutzt.
Der Verein, dessen Sitz sich in der Avenida Gral. Flores 272 befindet, trägt seine Heimspiele der Fußballmannschaft im Estadio Prof. Alberto Suppici aus.

## Fußball

### Geschichte
Der Verein wurde am 22. April 1917 begründet. Im Laufe seines Bestehens gewannen die Fußballer 24-mal die Meisterschaft der Liga de Fútbol de Colonia. Zudem wurde man in den Jahren 1969, 1993, 1995, 1996, 1997 und 1998 jeweils Meister auf departamentaler Ebene. Damit avancierte man zum erfolgreichsten Fußballverein Colonias. Im Jahr 2000 trat der Verein erstmals im Rahmen des uruguayischen Profifußballs an. Bereits nach kurzer Zugehörigkeit zur Segunda División verbuchte man im Jahr 2001 am Jahresende den Aufstieg in die Primera División. Das dortige Intermezzo war allerdings nicht von langer Dauer. Der Verein belegte im Torneo Clasificatorio, einem in jenem Jahr von Februar bis Mai ausgespielten Qualifikationsturnier zur höchsten uruguayischen Liga, zunächst den fünften Rang, was aus dem Gruppensieg in der Gruppe C in der Grupo del Interior resultierte, wo man Deportivo Maldonado hinter sich ließ. In der nachfolgenden Apertura wurde man dann Achter von zehn Mannschaften. In der Clausura belegte man immerhin den sechsten Rang. Erfolgreichster Torschütze des Vereins in dieser Gesamtsaison war Mario Leguizamón mit 14 erzielten Treffern. In der Saison-Gesamtwertung hatte dies ebenfalls den sechsten Platz zur Folge, womit man sich für die Liguilla Pre-Libertadores qualifizierte. Diese beendete man aber als Tabellenletzter. Eine Qualifikation für die Copa Libertadores kam dem Aufsteiger damit nicht zuteil. Im zweiten Erstligajahr belegte man in Apertura und Clausura jeweils den 16. Rang und vermied den Abstieg in der anschließenden Abstiegsrunde nur deshalb, weil das Team Juventuds sich als noch schwächer erwies. Im Jahr 2004, als Miguel Ximénez erfolgreichster Torjäger Plaza Colonias war, qualifizierte man sich zwar für Apertura und Clausura, belegte in der Gesamttabelle letztlich aber den zehnten und damit letzten Rang.
Im Jahr 2005, als im uruguayischen Erstligafußball auf das europäische Saisonsystem mit sich über den Jahreswechsel erstreckender Hin- und Rückrunde umgestellt wurde und daher eine Zwischensaison absolviert wurde, klassierte Plaza Colonia in dieser als 16. und somit Drittletzter. Aufgrund der Abstiegsregelung in dieser Zwischenphase führte jedoch die Platzierung im Torneo Apertura 2005/06 dazu, dass der Verein am Jahresende in die Relegation musste, wo der Abstieg in den beiden Relegationsspielen gegen CA Cerro durch den Rückspieltreffer von Diego Godín am 18. Dezember 2005 besiegelt wurde. Seit 2006 spielte Plaza in der zweithöchsten uruguayischen Spielklasse, der Segunda División.
Aus August 2013 existieren Meldungen, wonach Plaza Colonia in der anstehenden Saison 2013/14 mangels notwendigem Investor vorübergehend für ein Jahr keine Mannschaft für den Spielbetrieb der Segunda División melden wollte. Letztlich trat man aber doch an.
Nachdem die Mannschaft in der Saison 2014/15 als Tabellenzweiter der Segunda División die Rückkehr in die höchste uruguayische Spielklasse erreichte, etablierte man sich dort zunächst mit einem 13. Tabellenplatz in der Apertura. Die Rückrunde leitete dann den bislang größten Erfolg in der Vereinsgeschichte ein. Das Team um Trainer Eduardo Espinel wurde Vierter der Gesamttabelle, siegte in der Clausura-Wertung und sicherte sich somit die Teilnahme an den Finalspielen um die Meisterschaft. Dort unterlag man dann aber doch dem Apertura-Sieger Club Atlético Peñarol, der somit bereits nach diesem ersten Finalspiel Uruguayischer Meister war.

### Erfolge
- Meister Apertura (Primera Division): 2021
- Meister der Clausura (Primera Division): 2016
- 24× Meister der Liga de Fútbol de Colonia: 1919, 1920, 1922, 1924, 1925, 1926, 1927, 1933, 1935, 1940, 1943, 1961, 1964, 1970, 1971, 1972, 1973, 1977, 1978, 1982, 1987, 1991, 1993, 1995
- 6× Meister des Departamentos: 1969, 1993, 1995, 1996, 1997, 1998

### Ehemalige Trainer
- 2002:  Diego Aguirre
- Apertura 2009: Ricardo Perdomo[12]
- Orlando Capellino
- mind. ab Oktober 2011: Luis Matosas[13]
- bis April 2013: Daniel Torres
- Mitte April 2013 bis ? : Fabián Charreau[14]
- August 2014 bis Oktober 2014: Gabriel Añón[15]
- Oktober 2014 bis Juni 2016: Eduardo Espinel[16][17]
- seit Juni 2016: Leonel Rocco[18]

### Ehemalige Spieler
- Mario Barilko
- Mariano Bogliacino
- Sergio Leal
- Diego Lugano
- Mauricio Victorino
- Daniel Vidal
- Gilmar Villagran